# Body Language Live
Body Language Live er dvd-udgivelsen af Kylie Minogues koncert Money Can't Buy. Minogue fremfører sange fra hendes album Body Language sammen med nogle af hendes største hits. Dvd'en indeholder desuden videoer til "Slow", "Red Blooded Woman" og "Chocolate", en kort dokumentarfilm samt en samling med to pauseskærme, fire baggrundsskærmbilleder og et link til en hjemmeside.

## Sporliste
1. "Still Standing"
2. "Red Blooded Woman"
3. "On a Night Like This"
4. "Je t'aime"/"Breathe"
5. "After Dark"
6. "Chocolate"
7. "Can't Get You Out of My Head"
8. "Slow"
9. "Obsession"
10. "In Your Eyes"
11. "Secret (Take You Home)"
12. "Spinning Around"
13. "Love at First Sight"